# 桜ケ丘町 (神戸市)
桜ケ丘町（さくらがおかちょう）は、兵庫県神戸市灘区の町名の一つで同区東北部の高羽字小坂田（おさかでん）・墓ヶ平が昭和31年（1956年）2月に宅地造成されて成立した。元々は申新田と呼ばれていたところで、町名は「美しいひびきの名前を」と戦後流行した「～ヶ丘」の形式で付いた。
令和2年国勢調査（2020年10月1日）における世帯数756、人口1,956、うち男性929人、女性1,027人。郵便番号は、657-0021。

## 地理
東と南は土山町、西は石屋川を挟み一王山町、北は高羽。丁目に分かれず単独で住居表示する。

### 地価
住宅地の地価は、2014年（平成26年）1月1日の公示地価によれば、桜ｹ丘町10-7の地点で19万5000円/m2となっている。

## 銅鐸出土地
昭和39年（1964年）12月、通称神岡と呼ばれる尾根の東側斜面で壁土用の土採りをしていた建材店の人が14の銅鐸と7の銅戈を発見し、これらはいずれも弥生時代のものとされた。『神戸の町名』によれば、普通1集落に1個とみられた銅鐸が14も固まって出土したことからここにいた集団が周囲を征服して隷属の印に銅鐸を奉らせたのではないかという説もあるという。出土地の下方平地でいくつかの寄居や倉庫の遺構が発見され、桜ケ丘町は全国に知られるところとなったという。
現在これらの銅鐸・銅戈は国宝に指定され、神戸市立博物館に所蔵されている。